# Kashta
Kashta là một vị vua của Vương quốc Kush và là cha của Piye, vị pharaon sáng lập Vương triều thứ 25 trong lịch sử Ai Cập cổ đại. Tên ngai của ông thường được đọc là Nimaatre (hoặc Maare). Không rõ độ dài triều đại của Kashta.
Kashta được cho là chủ nhân của kim tự tháp Ku.8 (el-Kurru, Nubia).

## Gia quyến
Kashta được nghĩ là em trai của vị vua tiền nhiệm Alara. Theo Dows Dunham và Laming Macadam, cả Alara và Kashta đều lấy những người chị em của họ. Nhưng Robert Morkot lại phủ nhận giả thuyết này vì không có bằng chứng. Người vợ duy nhất được biết đến của Kashta là Pebatjma, được biết qua tượng của con gái và trên một thanh cửa ở Abydos. Những người sau đây có thể là con của hai người:
- Piye, là con trai của Kashta và có thể với Pebatjma. Kế vị và lập ra vương triều mới tại Ai Cập.
- Shabaka, được đề cập là một người anh em của công chúa Amenirdis I, do đó, ông là con trai của Kashta và Pebatjma.
- Khensa, vương hậu của Piye. Do được gọi là "Chị em gái của Vua", Khensa sẽ là con của Kashta và có thể với Pebatjma.
- Peksater, có thể là con nuôi[2], kết hôn với Piye.
- Amenirdis I, con gái của Kashta và Pebatjma. Công chúa sau được Shepenupet I nhận nuôi và kế thừa tước phong "Người vợ thần thánh của Amun".
- Neferukakashta, được cho là một người con gái của Kashta, có thể kết hôn với Piye. Được chôn tại kim tự tháp Ku.52 (el-Kurru, Nubia)[5].

## Cai trị Thượng Ai Cập

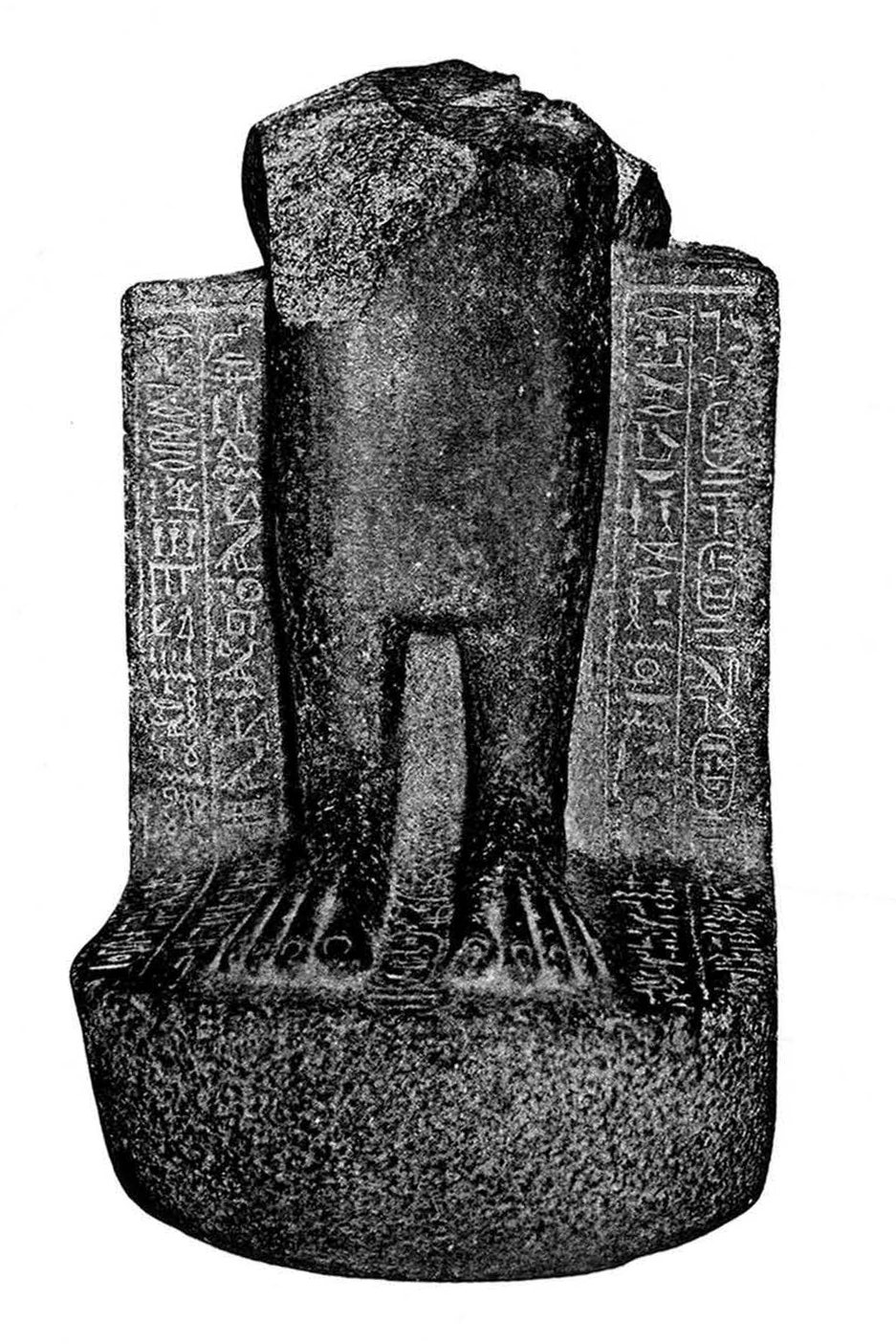
Chân tượng của Amenirdis I, trên đó có ghi tên cha mẹ của công chúa, kể cả Shepenupet I

Kashta cai trị Nubia tại Napata (gần Khartoum ngày nay) nhưng cũng đặt quyền kiểm soát trên Thượng Ai Cập bằng cách để con gái ông, công chúa Amenirdis I, nhận tước phong "Người vợ thần thánh của Amun" từ công chúa Shepenupet I, con gái của vua Osorkon III. Điều này góp phần hợp thức hóa việc tiếp quản Thebes của vương quốc Kush. Nhà nghiên cứu László Török cho rằng, Kashta đã cho đóng quân tại Thebes để xác nhận chủ quyền lãnh thổ trên Thượng Ai Cập và ngăn chặn các cuộc xâm lược trong tương lai từ Hạ Ai Cập. Một tấm bia thuộc triều đại của Kashta được tìm thấy tại đền thờ thần Khnum ở Elephantine (Aswan ngày nay) chứng tỏ ông đã kiểm soát khu vực này.